# Stefanie Kloß
Stefanie Kloß (Bautzen, Sajonia, 31 de octubre de 1984) es una cantante alemana, conocida por ser la vocalista de la banda de pop rock Silbermond.

## Biografía
Stefanie Kloß creció con su hermana mayor en Caminau, Alta Lusacia. Incursionó por primera vez en la música como parte del coro de un proyecto musical llamado Ten Sing. En 1998 conoció a Johannes y Thomas Stolle a través de su amiga Juliane Katzer. Junto a Andreas Nowak (baterista) y Maximilian Maneck (tecladista) fundaron el sexteto Exakt, haciendo covers. En el 2000 Kloß, Nowak y los hermanos Stolle formaron la banda JAST, renombrada Silbermond en 2002. En 2003 firmaron un contrato con la discográfica BMG; en el mismo año Kloß dejó la preparatoria en el Philipp-Melanchthon-Gymnasium Bautzen. Después del lanzamiento de su álbum debut Verschwende deine Zeit en 2004, Silbermond se convirtió rápidamente en una de las bandas alemanas más exitosas. Como el álbum debut, los discos siguientes: Laut gedacht (2006), Nichts passiert (2009), Himmel auf (2012) y Leichtes Gepäck (2015), además de la compilación Alles auf Anfang (2014), alcanzaron el top 5 de la lista de álbumes alemanes. Además Kloß participó también como artista invitada, ya sea en solitario o con su banda, de otros artistas. En 2005 tocó junto a Thomas Stolle como invitados de la gira Silly & Gäste de la banda de rock Silly. En ese mismo participó en el disco Selma – in Sehnsucht eingehüllt, compuesto por el judío David Klein, interpretando el poema Ja de la también judía Selma Meerbaum-Eisinger, quien se dice que murió en un campo de trabajo en 1942. En 2014 Klein sería acusado, aunque luego absuelto, de incitación al odio por haber llamado "nazis" a los musulmanes en su página de Facebook.
En 2010 Kloß fue invitada como miembro del jurado de la final de Unser Star für Oslo.